# Parigi-Roubaix 1908
La Parigi-Roubaix 1908, tredicesima edizione della corsa, fu disputata il 19 aprile 1908, per un percorso totale di 276 km. Fu vinta dal belga Cyrille van Hauwaert giunto al traguardo con il tempo di 10h34'25" alla media di 25,630 km/h davanti a Georges Lorgeou e François Faber.
Presero il via da Chatou 90 ciclisti, 27 di essi tagliarono il traguardo di Roubaix (furono 17 francesi, 7 belgi, 1 lussemburghese, 1 olandese ed 1 italiano, Luigi Ganna che chiuse la corsa 14º).

## Ordine d'arrivo (Top 10)
| Pos. | Corridore            | Squadra        | Tempo     |
| ---- | -------------------- | -------------- | --------- |
| 1    | Cyrille van Hauwaert | Alcyon-Dunlop  | 10h34'25" |
| 2    | Georges Lorgeou      | La Française   | a 3'35"   |
| 3    | François Faber       | Peugeot-Wolber | a 5'05"   |
| 4    | Augustin Ringeval    | Alcyon-Dunlop  | a 11'35"  |
| 5    | Louis Trousselier    | Alcyon-Dunlop  | a 21'35"  |
| 6    | Georges Passerieu    | Peugeot-Wolber | a 23'35"  |
| 7    | André Pottier        | Peugeot-Wolber | a 24'35"  |
| 8    | Gustave Garrigou     | Peugeot-Wolber | a 25'00"  |
| 9    | Émile Georget        | Peugeot-Wolber | a 29'00"  |
| 10   | Jules Masselis       | Alcyon-Dunlop  | a 32'00"  |